# Lijst van nummer 1-hits in de Nederlandse iTunes Top 30 in 2015
Deze hits stonden in 2015 op nummer 1 in de Nederlandse iTunes Top 30:
| Nummer | Datum        | Artiest                      | Titel                                 |
| ------ | ------------ | ---------------------------- | ------------------------------------- |
| 85     | 2 januari    | Galantis                     | Runaway (U & I)                       |
| 86     | 9 januari    | Hozier                       | Take Me to Church                     |
| 87     | 16 januari   | OMI                          | Cheerleader (Felix Jaehn remix)       |
| 88     | 23 januari   | Anouk & Douwe Bob            | Hold Me                               |
| 87     | 30 januari   | OMI                          | Cheerleader (Felix Jaehn remix)       |
|        | 6 februari   | OMI                          | Cheerleader (Felix Jaehn remix)       |
|        | 13 februari  | OMI                          | Cheerleader (Felix Jaehn remix)       |
|        | 20 februari  | OMI                          | Cheerleader (Felix Jaehn remix)       |
|        | 27 februari  | OMI                          | Cheerleader (Felix Jaehn remix)       |
|        | 6 maart      | OMI                          | Cheerleader (Felix Jaehn remix)       |
|        | 13 maart     | OMI                          | Cheerleader (Felix Jaehn remix)       |
|        | 20 maart     | OMI                          | Cheerleader (Felix Jaehn remix)       |
|        | 27 maart     | OMI                          | Cheerleader (Felix Jaehn remix)       |
|        | 3 april      | Trijntje Oosterhuis          | Ken je mij (Live)                     |
|        | 10 april     | Kenny B                      | Parijs                                |
|        | 17 april     | Jeroen van Koningsbrugge     | Wit licht                             |
|        | 24 april     | Kenny B                      | Parijs                                |
|        | 1 mei        | Kenny B                      | Parijs                                |
|        | 8 mei        | Kenny B                      | Parijs                                |
|        | 15 mei       | Kenny B                      | Parijs                                |
|        | 22 mei       | Kenny B                      | Parijs                                |
|        | 29 mei       | Kenny B                      | Parijs                                |
|        | 5 juni       | Dee                          | You                                   |
|        | 12 juni      | Jeroen van der Boom          | Mag ik dan bij jou (Live in de ArenA) |
|        | 19 juni      | Nicky Jam & Enrique Iglesias | El Perdón                             |
|        | 26 juni      | Lil' Kleine & Ronnie Flex    | Drank & drugs                         |
|        | 3 juli       | Lil' Kleine & Ronnie Flex    | Drank & Drugs                         |
|        | 10 juli      | Nicky Jam & Enrique Iglesias | El Perdón                             |
|        | 17 juli      | Nicky Jam & Enrique Iglesias | El Perdón                             |
|        | 24 juli      | Nicky Jam & Enrique Iglesias | El Perdón                             |
|        | 31 juli      | Nicky Jam & Enrique Iglesias | El Perdón                             |
|        | 7 augustus   | One Direction                | Drag Me Down                          |
|        | 14 augustus  | Nicky Jam & Enrique Iglesias | El Perdón                             |
|        | 21 augustus  | Nicky Jam & Enrique Iglesias | El Perdón                             |
|        | 28 augustus  | Nicky Jam & Enrique Iglesias | El Perdón                             |
|        | 4 september  | Nicky Jam & Enrique Iglesias | El Perdón                             |
|        | 11 september | Justin Bieber                | What Do You Mean?                     |
|        | 18 september | Justin Bieber                | What Do You Mean?                     |
|        | 25 september | Justin Bieber                | What Do You Mean?                     |
|        | 2 oktober    | Sam Smith                    | Writing's on the Wall                 |
|        | 9 oktober    | Justin Bieber                | What Do You Mean?                     |
|        | 16 oktober   | Justin Bieber                | What Do You Mean?                     |
|        | 23 oktober   | Marco Borsato                | Mooi                                  |
|        | 30 oktober   | Adele                        | Hello                                 |
|        | 6 november   | Adele                        | Hello                                 |
|        | 13 november  | Adele                        | Hello                                 |
|        | 20 november  | Adele                        | Hello                                 |
|        | 27 november  | Adele                        | Hello                                 |
|        | 4 december   | Adele                        | Hello                                 |
|        | 11 december  | Adele                        | Hello                                 |
|        | 18 december  | Adele                        | Hello                                 |
|        | 25 december  | *                            | *                                     |

Nummer 1-hits per jaar:
2010 ·
2011 ·
2012 ·
2013 ·
2014 ·
2015
- Nederland (Top 40)
- Nederland (Single Top 100)
- Nederland (3FM Mega Top 50)
- Nederland (iTunes Top 30)
- Nederland (Graadmeter)
- Vlaanderen (Radio 2 Top 30)
- Vlaanderen (Ultratop 50)
- Vlaanderen (Top 30 van Ultratop)
- Wallonië
- Australië
- Canada
- Denemarken
- Duitsland
- Europa
- Finland
- Frankrijk
- Ierland
- Italië
- Nieuw-Zeeland
- Noorwegen
- Oostenrijk
- Polen
- Portugal
- Spanje
- Verenigd Koninkrijk
- Verenigde Staten (Hot 100)
- Zweden
- Zwitserland